# لويس رودريغيز
لويس رودريغيز (بالإسبانية: Luis Rodríguez Alanís)‏ (21 يناير 1991 المكسيك - ) هو لاعب كرة قدم مكسيكي يلعب كلاعب وسط.

## روابط خارجية
- لويس رودريغيز على موقع إي إس بي إن إف سي (الإنجليزية)
- لويس رودريغيز على موقع قاعدة بيانات كرة القدم.إي يو (الإنجليزية)
- لويس رودريغيز على موقع ناشيونال فوتبول تيمز (الإنجليزية)
- لويس رودريغيز على موقع Soccerway.com (الإنجليزية)
- لويس رودريغيز على موقع عالم كرة القدم.نت (الإنجليزية)
- لويس رودريغيز على موقع AS.com (الإسبانية)